# Rimo Muztagh
Der Rimo Muztagh ist einer der entferntesten Teilbereiche des Karakorum im nordwestlichen Indien in der Nähe der umstrittenen Grenze zu Pakistan.

## Lage und Eigenschaften
Im Vergleich zum nahe gelegenen Baltoro Muztagh gibt es hier wegen der Abgelegenheit und der Nähe zum militärisch kontrollierten Siachengletscher wenig Forschungs- und Klettertätigkeit.
Im Norden wird der Rimo Muztagh durch den Rimogletscher begrenzt, der ostwärts in den oberen Shyok abfließt, und durch den Teram-Shehr-Gletscher der in den Siachengletscher mündet.
Im Nordosten liegen die nordöstlichen „Rimo-Berge“ und der Karakorumpass, über den historisch wichtige Handelswege Zentralasiens verlaufen. Weiter nördlich grenzt er an die östlichen Ausläufer des Siachen Muztagh.
Auf der Ostseite grenzt das Gebirge an den Fluss Shyok, dahinter liegen die Depsang-Ebenen, ein Teil der tibetischen Hochebene. Im Südosten trennt der bekannte Sasser-Pass (Saser La) den Rimo Muztagh vom Saser Muztagh.
Die Westgrenze bilden der Siachengletscher und sein Abfluss, der Nubra, mit den dahinter liegenden Saltoro-Bergen und den Kailas-Bergen.
Der höchste Gipfel ist der Mamostong Kangri mit einer Höhe von 7516 m.

## Ausgewählte Berge
Die folgende Tabelle listet die Gipfel im Rimo Muztagh auf, die eine größere Höhe als 7200 m und eine Schartenhöhe von mehr als 500 m besitzen.
| Berg             | Höhe (m) | Erstbesteigung | Besteigungsversuche |
| ---------------- | -------- | -------------- | ------------------- |
| Mamostong Kangri | 7516     | 1984           | 5                   |
| Rimo I           | 7385     | 1988           | 1                   |
| Rimo III         | 7233     | 1985           | 1                   |